# ブルーディライト
ブルーディライト（Blue Delight、1938年 - 1966年）は、アメリカ合衆国のサラブレッドの競走馬。とくに繁殖牝馬として優れ、アメリカ殿堂馬リアルディライトを含む3頭のG1級競走優勝馬を出した。

## 経歴

### 競走馬時代
ケンタッキー州レキシントンの生産者である、ジョン・マーシュの牧場で生まれた牝馬である。リアルディライトは幼いころから体格に優れた馬で、1940年刊行のアメリカン・レースホース誌において「体高は16ハンド（約162.56センチメートル）を超える巨躯の馬で、ストライドも長い馬である。」と言及されている。同誌ではこのほか、ブルーディライトの4つの白徴を備えた青鹿毛の馬体、傾斜した尻、長く端正な首と顔についても紹介している。
2歳となった1940年よりデビューし、ジュリエットステークス、アーリントンワシントンラッシーステークスなどで早くもステークス競走勝ちを収めた。しかし足首の故障により休養を余儀なくされ、、また休養明けの3歳シーズンも碌な成績を挙げられなかった。
翌年4歳となると再び競走能力が取り戻し、アーリントンメイトロンハンデキャップ、シンデレラハンデキャップ、クレオパトラハンデキャップ、プリンセスパットハンデキャップと4つのステークス競走勝ちを手にした。しかし5歳シーズンの春季に屈腱炎を発症し、遂に引退へと追い込まれた。

### 繁殖牝馬
引退後は馬主ジョン・マーシュの牧場で繁殖入りした。1946年にマーシュが生産活動を解散すると、ブルーディライトはヘンリー・ナイトに購入され、その後カルメットファーム運営者のウォーレン・ライトに転売された。
生涯で出した産駒は10頭で、マーシュの牧場での繋養中に1頭、後のカルメットファーム時代に9頭を産んでいる。そのうち5頭がステークス競走勝ち馬となる高い繁殖成績を誇り、そのうちのいくつかは現在のG1競走に相当するものであった。主に牧場の主力種牡馬であったワーラウェイやブルリーとの交配が多かった。
代表産駒として名の挙がる馬に、第4子リアルディライト（Real Delight 1949年生、牝馬、父ブルリー）がいる。同馬は母とは逆に3歳時に大活躍した馬で、ケンタッキーオークスやコーチングクラブアメリカンオークスなどを勝ち、同年の最優秀3歳牝馬に選出された。また、後の1987年には殿堂入りを果たしている。
産駒にはリアルディライトのような牝馬に活躍馬が多かった。第5子のバブリー（Bubbley 1950年生、牝馬、父ブルリー）もまたケンタッキーオークス勝ち馬で、前年のリアルディライトに続いての同母別馬による連続優勝という珍しい記録を作った。牝馬の活躍馬ではこのほか、エイコーンステークスなど優勝した第7子のプリンセスタリア（Princess Turia 1953年生、牝馬、父ヘリオポリス）がいる。
一方の牡馬の活躍馬には、第2子のオールブルー（All Blue 1947年生、牡馬、父ブルリー）がサンアントニオハンデキャップなど、第8子のケンタッキープライド（Kentucky Pride 1955年生、牡馬、父ブルリー）がロイヤルポインセチアハンデキャップに勝っている。
1966年にカルメットファームで死亡し、遺骸は牧場の墓地に埋葬された。

### 子孫
ブルーディライトの産駒には、母同様に非凡な繁殖牝馬となった馬もいた。
直子の世代で最も成功した馬はプリンセスタリアで、同馬はケンタッキーダービー・プリークネスステークスの二冠を達成したフォワードパス（Forward Pass 1965年生、牡馬、父オンアンドオン）の母となった。このほかの産駒には、サンフォードステークス優勝馬のターントゥタリア（Turn to Turia 1973年生、牡馬、父ベストターン）がいる。
リアルディライトも同様に繁殖牝馬としてそれなりに成功し、プラムケーキ（Plum Cake 1958年生、牝馬、父ポンダー）などを含むステークス競走勝ち馬を出した馬である。しかしリアルディライトはその産駒らがまた繁殖牝馬として活躍しており、ブルーディライトの牝系はこれを通じて広がっていった。
主な牝系子孫として、4世代先にアリダー（アメリカ殿堂馬）、5世代先にコーデックス（プリークネスステークス）、6世代先にクリスマスキッド（アッシュランドステークス）などがいる。

## 評価

### 主な勝鞍
※当時はグレード制未導入
1940年（2歳）
ジュリエットステークス、アーリントンワシントンラッシーステークス
1941年（3歳）
1942年（4歳）
アーリントンメイトロンハンデキャップ、シンデレラハンデキャップ、クレオパトラハンデキャップ、プリンセスパットハンデキャップ
1943年（5歳）

## 主な牝系図
- Crab Mare 1700年代 ---No.9-c始祖
  - （17代省略）
    - Blue Delight 1938---↓（改行）
      - Real Delight 1949
        - Heliolight 1957
          - Minnetonka 1967
            - Katonka 1972
              - *レガシーオブストレングス 1982---→レガシーオブストレングス牝系へ

---↓ブルーディライト牝系
牝系図の主要な部分（太字はGI級競走優勝馬）は以下の通り。*印は日本輸入馬。
- Blue Delight 1938
  - Whirling Lark 1948
    - Sophistry 1961
      - Sunrise Sue 1975
        - El Senor 1984（ソードダンサーHほか）
        - Spectacularjenelle 1989
          - Fortunate Find 1995 
            - Mission Approved 2004（マンハッタンH）

    - Tender Night 1966
      - Dynanite 1977
        - Dynawite 1987
          - Dyna's Dynamo 2001
            - Prince Will I Am 2007（ジャマイカH）

  - Real Delight 1949（CCAオークスほか）
    - Heliolight 1957
      - Minnetonka 1967
        - Roundup Rose 1971
          - Codex 1977（プリークネスSほか）

        - Katonka 1972
          - Montage 1981
            - Mahrah 1987
              - Oratorio 2002（愛チャンピオンSほか）

          - *レガシーオブストレングス 1982---→レガシーオブストレングス牝系へ

    - Plum Cake 1958
      - Sweet Tooth 1965
        - Our Mims 1974（CCAオークスほか）
          - Heavenly Blue 1981
            - Play On And On 1985
              - Continuously 1999（ハリウッドターフカップS）

          - Mimbet 1983 
            - Elmhurst 1990（BCスプリント）

        - Alydar 1975（米シャンペンSほか）
        - Sugar And Spice 1977（マザーグースS）

      - Yule Log 1970
        - Christmas Past 1979（CCAオークスほか）

      - Sugar Plum Time 1972
        - Christmas Bonus 1978
          - Bright Candles 1987
            - Grand Slam 1995（米シャンペンSほか）

          - Christmas Gift 1992
            - Christmas Kid 2007（アッシュランドS）

    - Spring Sunshine 1966
      - Pet Eagle 1975
        - Mirror Bright 1979 
          - Indy Flash 1994
            - Galloping Gal 2001
              - Liaison 2009（キャッシュコールフューチュリティ）

      - Mawgrit 1978
        - *ダズルミージョリエ 1988
          - アッミラーレ 1997

  - Bubbley 1950（ヴァニティH）
  - Princess Turia 1953（エイコーンSほか）
    - *フォワードパス 1965（ケンタッキーダービー）

牝系図の出典：Galopp-Sieger

## 血統表
| ブルーディライトの血統（ピーターパン系（ヒムヤー系） / Padua 4x5=9.38%、 Ben Brush 5x5=6.25%、 Warble 母内5x5=6.25%） | ブルーディライトの血統（ピーターパン系（ヒムヤー系） / Padua 4x5=9.38%、 Ben Brush 5x5=6.25%、 Warble 母内5x5=6.25%） | ブルーディライトの血統（ピーターパン系（ヒムヤー系） / Padua 4x5=9.38%、 Ben Brush 5x5=6.25%、 Warble 母内5x5=6.25%） | （血統表の出典）        | （血統表の出典） |
| 父 Blue Larkspur 1926 鹿毛 アメリカ                                                                                   | 父の父Black Servant 1918 鹿毛 アメリカ                                                                                | Black Toney | Peter Pan               | Peter Pan        |
| 父 Blue Larkspur 1926 鹿毛 アメリカ                                                                                   | 父の父Black Servant 1918 鹿毛 アメリカ                                                                                | Black Toney | Belgravia               |                  |
| 父 Blue Larkspur 1926 鹿毛 アメリカ                                                                                   | 父の父Black Servant 1918 鹿毛 アメリカ                                                                                | Padula | Laveno                  | Laveno           |
| 父 Blue Larkspur 1926 鹿毛 アメリカ                                                                                   | 父の父Black Servant 1918 鹿毛 アメリカ                                                                                | Padula | Padua                   |                  |
| 父 Blue Larkspur 1926 鹿毛 アメリカ                                                                                   | 父の母Blossom Time 1920 青鹿毛                                                                                        | North Star | Sunstar                 | Sunstar          |
| 父 Blue Larkspur 1926 鹿毛 アメリカ                                                                                   | 父の母Blossom Time 1920 青鹿毛                                                                                        | North Star | Angelic                 |                  |
| 父 Blue Larkspur 1926 鹿毛 アメリカ                                                                                   | 父の母Blossom Time 1920 青鹿毛                                                                                        | Vaila | Fariman                 | Fariman          |
| 父 Blue Larkspur 1926 鹿毛 アメリカ                                                                                   | 父の母Blossom Time 1920 青鹿毛                                                                                        | Vaila | Padilla                 |                  |
| 母 Chicleight 1926 青鹿毛 アメリカ                                                                                    | 母の父Chicle 1913 鹿毛 フランス                                                                                       | Spearmint | Carbine                 | Carbine          |
| 母 Chicleight 1926 青鹿毛 アメリカ                                                                                    | 母の父Chicle 1913 鹿毛 フランス                                                                                       | Spearmint | Maid of The Mint        |                  |
| 母 Chicleight 1926 青鹿毛 アメリカ                                                                                    | 母の父Chicle 1913 鹿毛 フランス                                                                                       | Lady Hamburg | Hamburg                 | Hamburg          |
| 母 Chicleight 1926 青鹿毛 アメリカ                                                                                    | 母の父Chicle 1913 鹿毛 フランス                                                                                       | Lady Hamburg | Lady Frivoles           |                  |
| 母 Chicleight 1926 青鹿毛 アメリカ                                                                                    | 母の母Ruddy Light 1921 青鹿毛 アメリカ                                                                                | Honeywood | Polymelus               | Polymelus        |
| 母 Chicleight 1926 青鹿毛 アメリカ                                                                                    | 母の母Ruddy Light 1921 青鹿毛 アメリカ                                                                                | Honeywood | Honey Bird              |                  |
| 母 Chicleight 1926 青鹿毛 アメリカ                                                                                    | 母の母Ruddy Light 1921 青鹿毛 アメリカ                                                                                | Washoe Belle | Sweep                   | Sweep            |
| 母 Chicleight 1926 青鹿毛 アメリカ                                                                                    | 母の母Ruddy Light 1921 青鹿毛 アメリカ                                                                                | Washoe Belle | Grace Commoner F-No.9-c |                  |

## 備考
1. 1 2 3 4  Etched in Stone p.97
2. ↑  Etched in Stone p.98